# Карськ (Куявсько-Поморське воєводство)
Карськ (пол. Karsk) — село в Польщі, у гміні Крушвиця Іновроцлавського повіту Куявсько-Поморського воєводства.
Населення — 253 особи (2011).
У 1975-1998 роках село належало до Бидгощського воєводства.

## Демографія
Демографічна структура станом на 31 березня 2011 року:
|          | Загалом | Допрацездатний вік | Працездатний вік | Постпрацездатний вік |
| -------- | ------- | ------------------ | ---------------- | -------------------- |
| Чоловіки | 131     | 23                 | 93               | 15                   |
| Жінки    | 122     | 22                 | 72               | 28                   |
| Разом    | 253     | 45                 | 165              | 43                   |